# Ceratina calcarata
Ceratina calcarata är en biart som beskrevs av Robertson 1900. Ceratina calcarata ingår i släktet märgbin, och familjen långtungebin. Inga underarter finns listade.

## Beskrivning
Ett litet, metalliskt blågrönt bi med mycket tunn och sparsam behåring (hanen har dock en tuss ljusa hår på tergit (bakkroppssegment) 6. Honan blir 6,5 till 8 mm lång, hanen 5 till 7 mm.

## Ekologi
Ceratina calcarata flyger från mars till oktober, och är i hög grad generalist födomässigt; den besöker blommande växter från bland andra familjerna korgblommiga växter, korsblommiga växter, kransblommiga växter, rosväxter, näveväxter, hortensiaväxter, videväxter, ljungväxter, ärtväxter, portlakväxter, orkidéer, ranunkelväxter, blågullsväxter, sumakväxter, vallmoväxter, verbenaväxter, violväxter och harsyreväxter.

### Fortplantning
Som alla märgbin bygger honan sitt larvbo i märgen på växtstänglar. Då de är små bin och har svaga käkar, utnyttjar de redan avbrutna stänglar. För denna art kan boet vara upptill 20 till 30 cm djupt. Honan delar upp det i celler med hjälp av söndertuggat växtmaterial. Varje cell innehåller ett ägg och proviant i form av pollen och nektar.

## Utbredning
Arten finns i östra och mellersta Nordamerika från Quebec och Maine till Missouri och Georgia.